# 기원전 2세기
기원전 2세기는 기원전 200년부터 기원전 101년까지를 말한다.

## 주요 사건
- 기원전 200년 - 묵특선우, 백등산에서 한 고조의 군대를 포위하고 공물을 약속받음. (백등산 포위전)
- 기원전 195년
  - 전한, 영포의 난 발발.
  - 위만, 고조선으로 망명.
- 기원전 194년 - 위만이 고조선의 준왕을 몰아내고 고조선의 왕이 되어 위만조선 성립.
- 기원전 186년 - 로마에 술의 신 바쿠스를 기리는 축제인 바카날리아가 성행하자, 로마 원로원은 이를 금지하는 칙령을 공포함.
- 기원전 180년 - 중국 전한, 여씨의 난 발발, 고황후 여씨 일족 숙청, 대나라 왕 유항이 문제로 옹립됨.
- 기원전 170년 - 그라쿠스 형제의 부친 티베리우스 셈프로니우스 그라쿠스가 셈프로니아 바실리카를 세움.
- 기원전 167년 - 유다 마카베오가 마카베오의 반란을 일으킴.
- 기원전 164년 - 안티오쿠스 5세, 셀레우코스 제국의 9대 왕으로 즉위.
- 기원전 162년 - 드미트리우스 1세, 셀레우코스 제국의 10대 왕으로 즉위.
- 기원전 157년 - 전한, 유일한 이성 제후국 장사나라를 폐함.
- 기원전 154년 - 전한, 오초칠국의 난 발발.
- 기원전 150년 - 알렉산더 발라스, 셀레우코스 제국의 11대 왕으로 즉위.
- 기원전 149년 - 로마, 제3차 포에니 전쟁 발발.
- 기원전 146년
  - 그리스의 도시 코린토스가 로마 공화정에 의해 파괴됨.
  - 제3차 포에니 전쟁으로 카르타고가 로마 공화정에 의해 멸망함.
- 기원전 141년 - 한 무제, 제위에 오름.
- 기원전 140년 - 시몬 마카베오가 하슈모나이의 왕이 됨.
- 기원전 139년 - 전한 무제, 장건을 월지에 파견.
- 기원전 136년 - 전한 무제, 오경박사 설치, 유교를 중국의 국교로 채택함.
- 기원전 133년 - 로마, 그라쿠스 형제의 개혁 (~ BC 121)
- 기원전 128년 - 위청, 흉노 군대를 대파함.
- 기원전 112년 - 전한에서 주금 사건이 발발하여, 승상 조주 이하 106명의 열후의 작위가 박탈됨.
- 기원전 111년 - 남월국 멸망.
- 기원전 109년
  - 전한(前漢)은 섭하(渉何)를 위만조선에 보내 우거왕(右渠王)을 꾸짖고 회유하였으나, 마침내 우거는 조서(詔書)을 받들기를 거부함. 섭하가 물러나 국경에 이르러 패수(浿水)에 닿자 마부(馬夫)를 시켜 섭하를 전송하러 온 자인 조선 비왕(裨王) 장(長)을 찔러 죽였고, 무제는 섭하를 요동 동부도위(遼東 東部都尉)로 삼음. 위만조선은 섭하를 원망하고, 병사를 내어 섭하를 공격하여 죽임.[1]
- 기원전 108년 - 위만조선 멸망. 한사군 중 낙랑군·진번군·임둔군 설치.
- 기원전 107년 - 현도군 설치.
- 기원전 104년
  - 가이우스 마리우스의 유구르타 전쟁을 축하하는 개선식이 치러짐. 동시에 유구르타가 처형됨.
  - 가이우스 마리우스가 로마 공화정의 집정관이 됨. 7회 연임의 첫 번째 임기였다.
  - 시칠리아에서 2차 노예 전쟁 발발.
  - 전한, 전욱력을 폐지하고 태초력을 제정함.

## 주요 인물
- 동양
  - 전한 무제 (기원전 156년 - 기원전 87년)
  - 장건 (張騫, ? - 기원전 114년)
  - 사마천 (司馬遷, 기원전 145년? - 기원전 86년?)
  - 우거왕 (? - 기원전 108년)

- 서양
  - 스키피오 아이밀리아누스 (기원전 185년 - 기원전 129년)
  - 티베리우스 그라쿠스 (기원전 163년 - 기원전 133년)
  - 가이우스 그라쿠스 (기원전 154년 - 기원전 121년)

### 탄생
- 기원전 185년 - 고대 로마의 정치인 스키피오 아이밀리아누스 아프리카누스
- 기원전 173년 - 셀레우코스 제국의 9대 왕, 안티오쿠스 5세
- 기원전 164년 - 18대 셀레우코스 왕, 클레오파트라 테아
- 기원전 163년 - 로마 공화정의 개혁 정치가 티베리우스 그라쿠스
- 기원전 157년
  - 로마의 장군이자 정치가 가이우스 마리우스
  - 전한의 7대 황제 무제
- 기원전 156년 - 전한의 제7대 황제 한 무제 (6월 30일)
- 기원전 154년 - 로마 공화정의 정치가 가이우스 그라쿠스
- 기원전 148년 - 셀레우코스 제국의 군주, 안티오쿠스 6세
- 기원전 145년 - 중국 역사가 사마천 (추정)
- 기원전 140년 - 전한(前漢)의 장군 곽거병
- 기원전 138년 - 고대 로마의 정치인 술라
- 기원전 106년
  - 로마의 웅변가 마르쿠스 툴리우스 키케로. (1월 3일)
  - 로마 공화국의 정치가이자 군인 그나이우스 폼페이우스 마그누스. (9월 29일)

### 사망
- 기원전 195년 - 중국 전한의 초대 황제 고제 (6월 1일)
- 기원전 194년 - 고대 그리스 수학자 에라토스테네스
- 기원전 188년 - 전한의 2대 황제 혜제 (9월 26일)
- 기원전 187년 - 셀레우코스 제국의 왕, 안티오쿠스 3세 대왕
- 기원전 184년 - 고대 로마의 극작가 티투스 마키우스 플라우투스
- 기원전 183년
  - 고대 로마의 군인, 정치인 스키피오 아프리카누스
  - 카르타고의 장군, 한니발
- 기원전 180년 - 중국 전한의 태황태후 · 섭정 고황후 (8월 18일)
- 기원전 175년 - 셀레우코스 제국의 왕, 셀레우쿠스 4세
- 기원전 174년 - 흉노의 선우(單于) 모돈 선우
- 기원전 164년 - 셀레우코스 제국의 8대 왕, 안티오쿠스 4세
- 기원전 162년 - 셀레우코스 제국의 9대 왕, 안티오쿠스 5세
- 기원전 157년 - 전한 5대 황제 문제 (7월 6일)
- 기원전 154년 - 로마 공화정의 정치가 티베리우스 셈프로니우스 그라쿠스
- 기원전 150년 - 셀레우코스 제국의 10대 왕, 드미트리우스 1세
- 기원전 146년 - 셀레우코스 제국의 11대 왕, 알렉산더 발라스
- 기원전 141년 - 전한의 6대 황제 한 경제
- 기원전 138년 - 셀레우코스 제국의 13대 왕, 안티오쿠스 6세
- 기원전 135년 - 전한의 태황태후이자 전한의 5대 황제 한 문제의 황후, 효문황후
- 기원전 132년 - 로마 공화정의 개혁 정치가이자 티베리우스 셈프로니우스 그라쿠스의 아들, 티베리우스 그라쿠스
- 기원전 129년
  - 고대 로마의 정치인 스키피오 아이밀리아누스 아프리카누스
  - 셀레우코스 제국의 15대 왕, 안티오쿠스 7세
- 기원전 125년 - 셀레우코스 제국의 12대 및 16대 왕, 드미트리우스 2세.
- 기원전 121년
  - 로마 공화정의 정치가 가이우스 그라쿠스
  - 셀레우코스 제국의 18대 왕, 클레오파트라 테아
- 기원전 108년
  - 고조선(古朝鮮)의 문신(文臣) 성기(成己)
  - 전한(前漢의 무신(武臣) 순체(荀彘)

## 연대와 년도
| 기원전 200년대 | 전209 | 전208 | 전207 | 전206 | 전205 | 전204 | 전203 | 전202 | 전201 | 전200 |
| 기원전 190년대 | 전199 | 전198 | 전197 | 전196 | 전195 | 전194 | 전193 | 전192 | 전191 | 전190 |
| 기원전 180년대 | 전189 | 전188 | 전187 | 전186 | 전185 | 전184 | 전183 | 전182 | 전181 | 전180 |
| 기원전 170년대 | 전179 | 전178 | 전177 | 전176 | 전175 | 전174 | 전173 | 전172 | 전171 | 전170 |
| 기원전 160년대 | 전169 | 전168 | 전167 | 전166 | 전165 | 전164 | 전163 | 전162 | 전161 | 전160 |
| 기원전 150년대 | 전159 | 전158 | 전157 | 전156 | 전155 | 전154 | 전153 | 전152 | 전151 | 전150 |
| 기원전 140년대 | 전149 | 전148 | 전147 | 전146 | 전145 | 전144 | 전143 | 전142 | 전141 | 전140 |
| 기원전 130년대 | 전139 | 전138 | 전137 | 전136 | 전135 | 전134 | 전133 | 전132 | 전131 | 전130 |
| 기원전 120년대 | 전129 | 전128 | 전127 | 전126 | 전125 | 전124 | 전123 | 전122 | 전121 | 전120 |
| 기원전 110년대 | 전119 | 전118 | 전117 | 전116 | 전115 | 전114 | 전113 | 전112 | 전111 | 전110 |
| 기원전 100년대 | 전109 | 전108 | 전107 | 전106 | 전105 | 전104 | 전103 | 전102 | 전101 | 전100 |
| 기원전 90년대  | 전99  | 전98  | 전97  | 전96  | 전95  | 전94  | 전93  | 전92  | 전91  | 전90  |

## 참고 문헌
- 사마천 (기원전1~2세기). 〈권제115 조선열전(朝鮮列傳) / (漢文本)〉. 《사기》.
- 사마천 (기원전1~2세기). 〈권제115 조선열전(朝鮮列傳) / (漢文本)〉. 《사기》.